# Thank God I Found You
"Thank God I Found You" é uma canção gravada pela artista musical estadunidense Mariah Carey. Possui a participação do cantor estadunidense Joe e da boy band estadunidense 98 Degrees. Escrita e produzida por Carey, juntamente com Jimmy Jam e Terry Lewis, a música foi lançada em 25 de janeiro de 2000, pela Columbia Records como o segundo single de seu sétimo álbum de estúdio, Rainbow (1999). "Thank God I Found You" é uma balada pop que foi inspirado por um relacionamento que Carey estava passando na época e liricamente relata um poderoso relacionamento amoroso no qual a protagonista diz a seu amante "graças a Deus eu te encontrei".
"Thank God I Found You" recebeu críticas mistas de críticos de música contemporânea; alguns achavam que era a melhor do álbum, enquanto outros o consideravam "não escutável" e "esquecível". No entanto, a música se tornou o décimo quinto single número um de Carey na Billboard Hot 100 nos Estados Unidos e permaneceu como seu último single no topo das paradas até seu retorno em 2005, "We Belong Together"; continua sendo o único líder de tabelas até hoje do 98 Degrees e foi o primeiro de apenas dois de Joe. Mais tarde, o single recebeu certificação de ouro pela Recording Industry Association of America (RIAA). Além do pico de número dois no Canadá, a música alcançou um desempenho internacional moderado, alcançando o top 10 no Reino Unido e chegando ao top 30 na Alemanha, Austrália, Bélgica (Valônia), França, Países Baixos e Suíça.
Um remix produzido pelo DJ Clue, intitulado "Thank God I Found You (Make It Last Remix)" usa os vocais regravados de Carey e apresenta os vocais convidados de Joe e do rapper Nas. O remix é um remake de "Make It Last Forever" (1988) de Keith Sweat, enquanto incorporou alguns versos da versão original de 'Thank God I Found You'.
Um videoclipe de "Thank God I Found You", dirigido por Brett Ratner, apresenta Carey, Joe e 98 Degrees tocando a música em um show ao ar livre. O Make It Last Remix encomendou seu próprio vídeo, que foi filmado de maneira granulada em Hamburgo, na Alemanha, e mostra Carey e os principais artistas da música se apresentando em um pequeno clube. Carey apresentou a versão original da música e o remix ao vivo no 27º American Music Award. Ele apareceu nos sets da Rainbow World Tour (2000) e The Adventures of Mimi Tour (2006), com Trey Lorenz atuando como vocalista masculino.
Em setembro de 2000, os compositores norte-americanos Seth Swirsky e Warryn Campbell entraram com uma ação por violação de direitos autorais contra Carey, alegando que "Thank God I Found You" copiou pesadamente a música "One of The Love Songs" que eles compuseram para o grupo de R&B Xscape. Embora inicialmente o caso tenha sido julgado improcedente, na decisão precedente o caso que ficou conhecido como Swirsky v. Carey, esclareceu o padrão para provar a violação de direitos autorais, o Tribunal de Apelações do Nono Circuito dos Estados Unidos anulou a demissão inicial do caso em 2002. O caso foi resolvido fora dos tribunais em abril de 2006.

## Antecedentes e gravação
Carey e seu marido, Tommy Mottola, que era DE da Sony, se separaram em 1997. Isso resultou em um relacionamento tenso com a Sony. Na primavera de 1999, Carey começou desenvolver material para seu último álbum de seu contrato com a Columbia Records, intitulado Rainbow. Seu relacionamento com a Sony afetou sua colaboração com o parceiro de composição Walter Afanasieff, que havia trabalhado com ela durante a primeira metade de sua carreira. Como resultado, ela trabalhou extensivamente com muitos outros compositores e produtores para o álbum, incluindo a dupla Jimmy Jam and Terry Lewis (conhecida por seu trabalho com Janet Jackson), com quem Carey co-escreveu e co-produziu "Thank God I Found You". Quando Jam e Lewis começaram a trabalhar com Carey, eles não tinham uma ideia definida do que Carey esperava deles. Em uma entrevista com Fred Bronson, Jam e Lewis explicaram:

Não era como Janet [Jackson], onde todos crescemos juntos. Mariah havia feito suas próprias coisas e havia se envolvido muito com a organização e produção de seus discos, por isso respeitamos isso e dissemos: 'O que podemos fazer por você?' Ela voaria para a cidade por cinco ou seis horas. Ela pegava um avião e voava para o que quer que fosse a próxima coisa que estava fazendo.

Uma noite, Jam e Lewis receberam uma ligação da assistente de Carey dizendo que Carey tinha uma ideia para uma música. Ela pediu que eles a encontrassem no estúdio mais tarde naquela noite, e quando eles chegaram, Carey cantou a melodia da música para eles. Normalmente, quando Carey compunha músicas, James "Big Jim" Wright tocava os acordes. Ele não estava presente no estúdio naquela noite, então Lewis tocou os acordes para Carey. Depois de compor a melodia, Carey gravou seus vocais. Quando Carey pediu cantores para cantar junto com ela na faixa, Jam e Lewis recrutaram o cantor de R&B Joe. Embora Jam e Lewis quisessem apresentar K-Ci & JoJona na música, eles abandonaram a ideia porque assinaram com uma gravadora diferente. Sobre a gravação, Joe disse:

Ela [Carey] me ligou e ficou tipo: "Eu adoraria fazer um dueto com você. Venha ao estúdio". Quando cheguei lá, ela tocou a música para mim. Eu não esperava gravar a música, mas quando a ouvi, disse: "Cara, não há como sair deste estúdio sem que minha voz esteja nesse disco". Tudo aconteceu tão rápido. Eu não esperava que rendesse um single ou um vídeo. Tudo foi ótimo.

Jam e Lewis também pediram à boy band 98 Degrees que se juntasse a Carey e Joe na pista, pois eles queriam harmonias masculinas. Carey falou sobre a colaboração em uma entrevista para a MTV. "É como quando eu estava escrevendo 'One Sweet Day'. Realmente clamava por um grupo cantar comigo e por uma coisa forte entre homens e mulheres em termos de ir e voltar vocalmente. Então, você sabe, nós naturalmente viemos juntos". Os vocais foram gravados nos Capri Digital Studios, em Capri, Itália e Avatar Studios, em Nova York. A faixa foi mixada por Supa Engineer Duo na Right Track Recording e masterizada por Herb Powers.

## Composição
"Thank God I Found You" foi produzido por Jimmy Jam e Terry Lewis e co-produzido por Carey. A música é uma balada de R&B de ritmo moderado. Arion Berger, da Rolling Stone, observou que a música também exibe influências da música gospel. A música tem um tom otimista, apoiada por lentas "batidas pop fabricadas". De acordo com as partituras publicadas no Musicnotes.com pela EMI Music Publishing, "Thank God I Found You" está escrito na letra de Si maior. A batida é definida no tempo comum e é definida em andamento acelerado de sessenta e cinco batimentos por minuto. A música segue a sequência de B–F/A–Gm7–F–E–F como sua progressão de acordes. Os vocais de Carey e Joe na música duram mais de duas oitavas, da nota de D4 à nota alta de D6. Composta na forma verso-coro-ponte, o coro de "Thank God I Found You" é cantado na clave de Si bemol maior; Carey também faz uso do melisma na música. O arranjo é semelhante ao "One Sweet Day" de Carey. Liricamente, a música é uma canção de amor inspiradora, na qual a protagonista agradece a Deus por encontrar o parceiro perfeito. Segundo Carey, foi inspirada no relacionamento que ela mantinha com o cantor latino Luis Miguel na época. Ela afirmou que estava contando uma história através da música.

### Remixes
Carey regravou seus vocais para o remix principal da música intitulado "Thank God I Found You" (Make It Last Remix). O remix é um remake de "Make It Last Forever" (1988) de Keith Sweat, e possui poucas semelhanças líricas com a versão original da música. Carey escreveu novas letras para a música, preservando o refrão da música original. Produzido pelo DJ Clue da Desert Storm Records, o remix é uma música de tempo médio, apoiada por "ritmos experientes em R&B", sobre um ritmo lento. Apresenta vocais de Joe e versos de rima do colega de gravadora da Columbia Records, Nas. O remix está incluído no álbum My Name Is Joe (2000). Jose F. Promis, da Allmusic, escreveu que sentia que o remix parecia inacabado. Ele acrescentou que poderia "simplesmente cobrir a música e manter sua integridade intacta, em vez de mesclá-la em uma espécie de criação de "Thank God I Found You"/"Make It Last Forever". No entanto, ao revisar My Name Is Joe, Matt Diehl, da Entertainment Weekly, escolheu a faixa como a melhor do álbum. Ele escreveu "A coragem de Nas 'e a emoção de Carey faz Joe cantar com sentimentos inesperados". Derek Ali, do Dayton Daily News, elogiou a colaboração, dizendo que "funciona bem". O remix "Make It Last" é apresentado no primeiro álbum de remixes de Carey, The Remixes (2003). A equipe de produção norueguesa Stargate produziu o mix de rádio para o Reino Unido.

## Recepção

### Crítica
"Thank God I Found You" recebeu críticas mistas dos críticos de música. Jose F. Promis, da Allmusic, escreveu que a música é "[uma] balada contemporânea adulta, luxuosa e clássica com estilo Carey, com letras animadoras e um mar de gritos". O Austin American-Statesman viu a música como "o próximo drama". Arion Berger, da Rolling Stone, elogiou a produção da música e a harmonia que 98 Degrees 'contribuiu'. Chuck Campbell, do The Daily News, também foi positivo ao afirmar que a música era uma gravação "grandiosa". Steve Jones do USA Today escreveu que Carey se destacou na música. Melissa Ruggieri, do Richmond Times-Dispatch, observou que Carey encontrou consolo na música. Anthony Johnson, também do Richmond Times-Dispatch, escreveu que a faixa é um "vencedor infalível".
No entanto, alguns outros críticos consideraram a música esquecível. Dan DeLuca, do The Philadelphia Inquirer, descartou a música como um "romance de qualidade incolor". Robert Hilburn, do Los Angeles Times, também foi negativo em sua crítica, chamando-a de "balada exagerada" e escreveu que não podia ser ouvida. Dara Cook, da MTV, no Sudeste Asiático, nomeou a música como "uma tragicomédia de grande produção de histriônicos hilariantes e letras absurdamente dramáticas". Ao revisar a compilação de Carey, The Ballads (2009), Chuck Campbell, do The Press of Atlantic City, escreveu que em algum momento da carreira de Carey, a qualidade de suas músicas ficou "mais difícil" e comentou que "Thank God I Found You" é um grande exemplo. Ele continuou dizendo que a música era uma "ninharia". Em 2005, Andrew Unterberger, da Stylus, deu uma crítica negativa, escrevendo a música é "um exemplo extremamente baixo e extremamente preguiçoso de um artista alcançando o primeiro lugar quase exclusivamente pela reputação". No Grammy Awards de 2001, realizado em fevereiro de 2001, a música foi indicada na categoria de Best Pop Collaboration with Vocals, mas perdeu para "Is You Is or Is You Ain't My Baby" de B.B. King e Dr. John. No primeiro BMI Urban Awards, realizado em 2001, Jam, Lewis e Carey receberam o Urban Songwriter Award do BMI.

### Comercial
Nos Estados Unidos, "Thank God I Found You" foi lançado nas estações de rádio como o segundo single do Rainbow em novembro de 1999. Um lançamento físico foi lançado posteriormente em 25 de janeiro de 2000, nos EUA e em 28 de fevereiro de 2000, no Reino Unido. Na edição de 11 de dezembro de 1999 estreou no número oitenta e dois na Billboard Hot 100—a estreia mais baixa de Carey na época. Na semana de 19 de fevereiro de 2000, a música alcançou o número um na parada Billboard Hot 100, tornando-se o décimo quinto número um de Carey e marcando seu décimo primeiro ano consecutivo com uma música número um. Permaneceu como o último lançamento número um de Carey nos EUA até "We Belong Together", de 2005, e, até o momento, continua sendo a única música número um de 98 Degrees; Joe, enquanto isso, só receberia mais um hit número um mais tarde em sua carreira: "Stutter", de 2001. "Thank God I Found You" se tornou o segundo single a superar as vendas de 100.000 unidades no ano de 2000, precedido por "What a Girl Wants", de Christina Aguilera. Recebeu certificação de ouro pela Recording Industry Association of America (RIAA) em fevereiro de 2000. Em fevereiro de 2001, o single vendeu cerca de 687.000 cópias somente nos EUA. "Thank God I Found You" também alcançou o primeiro lugar no Hot R&B/Hip-Hop Songs da Billboard, marcando o sétimo pódio da cantora nas paradas de R&B. Ele terminou no número quarenta e cinco nas paradas de fim de ano da Billboard Hot 100 de 2000. No Canadá, o single estreou na posição de número dois no Canadian Singles Chart, na edição da Billboard de 12 de fevereiro de 2000. Na semana seguinte, desceu para o número três antes de recuar constantemente no gráfico.
Na Austrália, entrou no Australian Singles Chart no número vinte e sete, na semana de 12 de março de 2000. Na semana seguinte, caiu para o número quarenta e sete. Na Nova Zelândia, estreou na parada de singles na posição número trinta e quatro, na semana de 2 de abril de 2000. A música caiu para o número trinta e cinco na próxima semana, antes de cair para o número quarenta. e quatro. Na Europa, "Thank God I Found You" se saiu bem em alguns países. No Reino Unido, o single estreou e alcançou o número dez na UK Singles Chart na semana de 11 de março de 2000. O single permaneceu na parada por dez semanas, incluindo uma reentrada no número setenta e um na semana de 20 de maio de 2000. Na região da Flandres, na Bélgica, a música estreou no número quarenta e sete e atingiu o pico em trinta e seis. Na região da Valônia, estreou no número trinta e cinco e atingiu o número vinte e três três semanas após sua estreia. Na França, o single entrou na parada de singles no número trinta e um, na semana de 4 de março de 2000. Na semana seguinte, subiu ao pico do número vinte e oito. Permaneceu no gráfico por quinze semanas. Nos Países Baixos, "Thank God I Found You" entrou no  Single Top 100 no número cinquenta e cinco, antes de chegar ao número vinte e três na semana seguinte. A música também alcançou o número vinte e oito na Alemanha, quarenta e três na Suécia, trinta e um na Irlanda e no número dezessete na Suíça.

## Videoclipe
O videoclipe de "Thank God I Found You" foi filmado por Brett Ratner em Minneapolis. O vídeo é uma gravação da performance que Carey, Joe e 98 Degrees deram no concerto de verão Last Chance Summer Dance, organizado pela estação de rádio 101.3 KDWB-FM. Ele estreou em 4 de outubro de 1999, no Total Request Live (TRL). O vídeo começa com cenas de Carey e Joe no estúdio. Carey está com seu filhote e está falando no celular. O vídeo mostra céus azuis saturados e cenas dos bastidores de Carey brincando com seu cachorro Jack e escrevendo letras em um bloco de notas. Quando a música começa, Carey é mostrada deitada no sofá vermelho, escrevendo a letra no bloco de notas. Então ela executa a música no palco, acompanhada por Joe e 98 Degrees. Além disso, há um vídeo para o "Make It Last Remix" que apresenta Carey com tranças em uma boate com Joe e Nas. Dirigido por Sanaa Hamri. O vídeo está granulado; foi baleado no Bar Rosso em Hamburgo, Alemanha, em 16 e 17 de outubro de 1999.

## Performances ao vivo

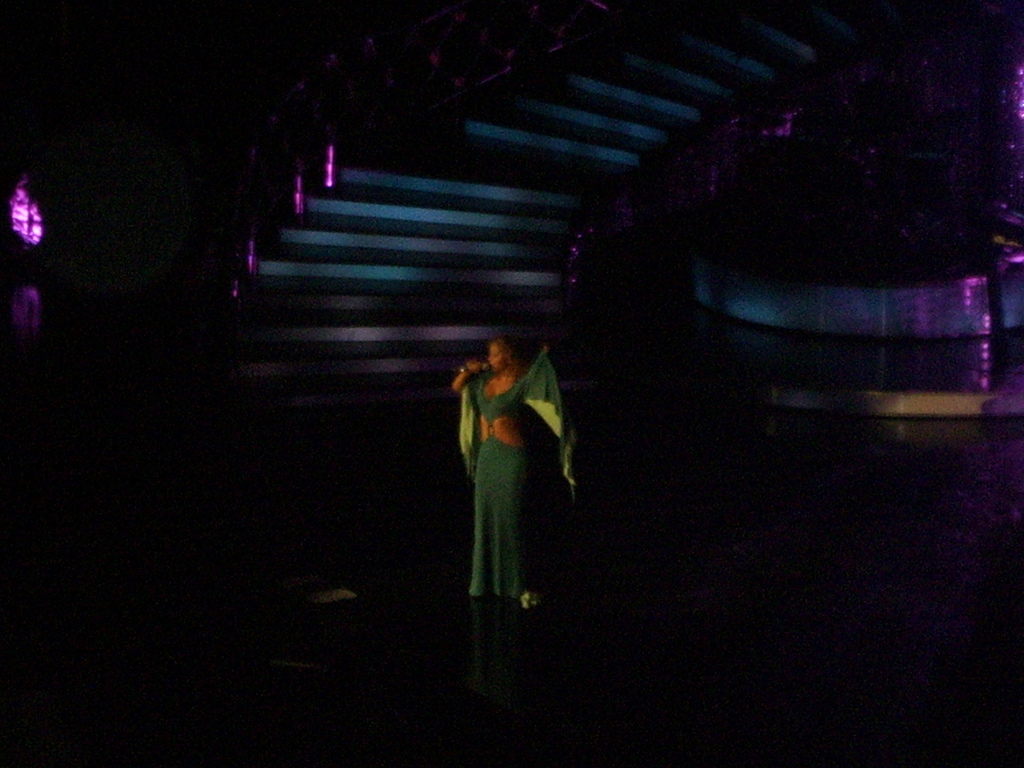
Mariah Carey performando "Thank God I Found You" na The Adventures of Mimi. Seu vocalista Trey Lorenz cantou os versos de Joe na turnê.

"Graças a Deus eu te encontrei" foi tocada várias vezes entre 2000 e 2005. Carey abriu a 27ª edição do American Music Award, realizada no Shrine Auditorium, com uma mistura das versões original e remix da música. Depois de Carey apareceu no palco vestindo uma saia preta com uma fenda alta e ostentando um penteado loiro, Joe se juntou a ela com vários dançarinos e dançarinas, os quais que usavam roupas pretas. Depois de tocar o primeiro verso e refrão, Nas se juntou à dupla no palco para o Make It Last Remix. Mais tarde, no show, ela foi homenageada com o "Award of Achievement" por ganhar um single número um em todos os anos da década de 1990. A Vibe elogiou a performance, escrevendo que "oferecia uma visão de como uma garotinha de Long Island, Nova York, se tornou a resposta do hip hop a Celine Dion." Em 2000, Carey tocou a música no programa de televisão italiano Quelli che... il Calcio.
Além das várias apresentações televisionadas e da premiação, Carey incluiu a música no set-list de suas turnês, começando com a Rainbow World Tour. Durante a turnê, Trey Lorenz, seu único cantor de fundo, substituiu Joe como o principal vocalista da música. No show no Madison Square Garden, em 11 de abril de 2000, Carey usava um longo vestido de cocktail laranja com uma longa linha do pescoço em cascata. Lorenz, vestindo uma jaqueta esportiva de couro preto e calça combinando, fez outra aparição na turnê, tocando sua música "Make You Happy" durante um intervalo de troca de roupas após a apresentação. Após o lançamento de seu décimo trabalho de estúdio, The Emancipation of Mimi em 2005, Carey embarcou na turnê The Adventures of Mimi Tour em meados de 2006. Em várias paradas da turnê, Carey cantou a música como parte do set-list, geralmente no final do show. Semelhante ao Rainbow World Tour, Lorenz tocou a música ao lado de Carey em vez de Joe. Carey, usando um vestido de noite turquesa, exibiu a música ao público, contando sobre sua concepção, conceito e artistas em destaque, seguida de uma apresentação do remix da música.

## Processo
Em 15 de setembro de 2000, os compositores norte-americanos Seth Swirsky e Warren Campbell entraram com uma ação contra Carey no 9º Circuito por violação de direitos autorais, "passagem reversa" e designação falsa, alegando que "Thank God I Found You" copiou pesadamente uma música que eles compuseram chamada "One of Those Love Songs". Foi gravada pelo grupo de R&B Xscape em 1998 para o seu álbum Traces of My Lipstick. O processo alegou que Carey injustamente deu os créditos de composição para Jam e Lewis. Swirsky e Campbell haviam vendido os direitos da música para a gravadora So So Def Recordings em 1998. "Sou fã de Mariah Carey; isso não é nada pessoal contra ela. Mas realmente acredito que haja responsabilidade, e é muito claro o que aconteceu aqui. Nunca processei ninguém antes", disse Swirsky. De acordo com o tribunal distrital, uma testemunha especialista (presidente do Departamento de Musicologia da Universidade da Califórnia em Los Angeles) determinou que as músicas compartilhavam um "coro substancialmente semelhante". O especialista afirmou que, embora as letras e as melodias dos versos das duas músicas fossem diferentes, os refrões das músicas compartilhavam uma 'forma básica e ênfase da tonalidade' em suas melodias, que eram tocadas sobre 'linhas de baixo altamente semelhantes' e mudanças de acordes, quase no mesmo ritmo e no mesmo estilo genérico". Ele observou ambas as canções tiveram seus refrões cantados na clave de B♭. O especialista observou ainda que "a ênfase nas notas musicais" nas duas músicas era a mesma, o que "contribui para a impressão de semelhança que se ouve ao comparar as duas músicas". Ele apresentou uma série de transcrições visuais de suas observações. As transcrições continham detalhes sobre a sequência de afinação do refrão, da melodia e da linha de baixo das músicas.
O tribunal distrital classificou essas evidências como insuficientes para sobreviver a uma moção de julgamento sumário. Observou que a metodologia do especialista era "falha" e afirmou que, por meio de sua própria análise, nenhum caso de similaridade substancial foi encontrado. O processo foi decidido em favor de Carey pelo juiz do distrito dos EUA, que observou que não havia semelhança na clave, estrutura harmônica, andamento ou gênero entre as duas músicas.
No entanto, esse julgamento foi posteriormente revertido por um tribunal superior. Na decisão precedente o caso que ficou conhecido como Swirsky v. Carey, que esclareceu o padrão para provar a violação de direitos autorais, o Tribunal de Apelações dos Estados Unidos para o Nono Circuito anulou a demissão inicial do caso em 2002, constatando que o especialista de Swirsky o fez de fato, define adequadamente as semelhanças entre as duas músicas. O processo foi restabelecido em 2004; Carey e Swirsky se separaram dos tribunais em 2006.

## Faixas
| - Maxi-CD single europeu 1. "Thank God I Found You" – 4:17 2. "Thank God I Found You" (Celebratory Mix) – 4:19 3. "Thank God I Found You" (Make It Last Remix part. Joe & Nas) – 5:10 4. "Thank God I Found You" (Make It Last Remix Instrumental) – 5:10 - 12" vinil britânico 1. "Thank God I Found You" (Make It Last Remix part. Joe & Nas) – 5:10 2. "Thank God I Found You" (Make It Last Remix without Rap feat. Joe) – 5:10 3. "Thank God I Found You" (Make It Last Instrumental) - 5:10 4. "Thank God I Found You" (Celebratory Mix) – 4:19 - Maxi-CD single britânico 1. "Thank God I Found You" (Stargate Radio Edit) – 4:20 2. "Thank God I Found You" (Make It Last Remix) – 5:10 3. "Babydoll" – 5:06 | - CD single/7" vinil single americano 1. "Thank God I Found You" – 4:17 2. "Thank God I Found You" (Celebratory Mix) – 4:19 - Maxi-CD single americano 1. "Thank God I Found You" (Make It Last Remix Edit part. Nas & Joe) – 4:13 2. "Thank God I Found You" (Make It Last Remix without Rap part. Joe) – 5:10 3. "Thank God I Found You" (Versão do Álbum) – 4:17 4. "Babydoll" – 5:06 |

## Créditos e equipe
Créditos adaptados do encarte Rainbow.
| - Jimmy Jam and Terry Lewis – composição, produção - Mariah Carey – composição, vocais, vocais de apoio, produção - Joe – vocais, vocais de apoio - 98 Degrees – vocais, vocais de apoio - Nicki Richards – vocais de apoio - Trey Lorenz – vocais de apoio - Melonie Daniels – vocais de apoio | - Daryl Skobba – violoncelo - Joshua Koestenbaum – violoncelo - Mike Scott – guitarra - Dana Jon Chappelle – engenharia - Pete Karem – engenharia - Steve Hodge – mixagem - Bob Ludwig – masterização |

## Desempenho nas paradas musicais e certificação
| Tabela musical (2000)                        | Melhor posição |
| -------------------------------------------- | -------------- |
| Alemanha (Official German Charts)            | 28             |
| Austrália (ARIA)                             | 27             |
| Bélgica (Ultratop 50 de Flandres)            | 36             |
| Bélgica (Ultratop 50 da Valônia)             | 23             |
| Canadá (Canadian Singles Chart)              | 2              |
| Escócia (Scottish Singles Chart)             | 28             |
| Espanha (PROMUSICAE)                         | 6              |
| Estados Unidos (Billboard Hot 100)           | 1              |
| Estados Unidos (Billboard R&B/Hip-Hop Songs) | 1              |
| Estados Unidos (Billboard Mainstream Top 40) | 28             |
| Estados Unidos (Billboard Rhythmic)          | 9              |
| Estados Unidos (Billboard Top 40 Tracks)     | 21             |
| Europa (European Hot 100 Singles)            | 17             |
| França (SNEP)                                | 28             |
| Irlanda (IRMA)                               | 31             |
| Itália (FIMI)                                | 21             |
| Nova Zelândia (Recorded Music NZ)            | 34             |
| Países Baixos (Dutch Top 40)                 | 24             |
| Países Baixos (Single Top 100)               | 23             |
| Reino Unido (UK Singles Chart)               | 10             |
| Reino Unido (OCC UK R&B)                     | 3              |
| Suécia (Sverigetopplistan)                   | 43             |
| Suíça (Schweizer Hitparade)                  | 17             |

| Tabela musical (2000)                            | Melhor posição |
| ------------------------------------------------ | -------------- |
| Estados Unidos (Billboard Hot 100)               | 45             |
| Estados Unidos (Billboard Hot R&B/Hip-Hop Songs) | 28             |
| Países Baixos (Dutch Top 40)                     | 172            |
| Reino Unido (Official Charts Company)            | 196            |

| Região                | Certificação | Vendas  |
| --------------------- | ------------ | ------- |
| Estados Unidos (RIAA) | Ouro         | 687,000 |